# Lottóláz (Family Guy)
Lottóláz a Family Guy című amerikai rajzfilmsorozat 166. része,  melyet az amerikai FOX csatorna mutatott be 2011. szeptember 23-án.
|  | Alább a cselekmény részletei következnek! |

## Cselekmény
Quahogban a lottó nyereménye már rég óta halmozódott, s most akkora az összeg, hogy mindenki lottózik, ez alól nem kivétel a Griffin család sem. Peter több ezer lottószelvényt vesz, a nyeremény reményében. Több napos lottószelvény átnézés után Brian megtalálja a nyertes szelvényt. A Griffin család azonnal beváltja a nyereményt, s Peter a pénz hatására nagyképű lesz, nem számít neki semmi, még a barátok sem. Hirtelen azonban váratlan fordulatot vesz életük, s kiderül mennyit is ér a barátság.

## Külső hivatkozások
- Lottóláz az Internet Movie Database-ben (angolul)
- Lottóláz a Rotten Tomatoeson (angolul)
- Lottóláz a Box Office Mojón (angolul)